# Hacksmith Industries
Hacksmith Industries is een YouTubekanaal dat zich specialiseert in engineering. Het kanaal is vooral bekend door hun "Make It Real" video's, waarin ze werkende prototypes van fictieve items, vaak geïnspireerd door science fiction, ontwikkelen.

## Geschiedenis

### 2012-2019: Oprichting en eerste Creator Award
Het kanaal werd aangemaakt op 20 april 2006 door de Canadese ingenieur James Hobson, maar het duurde nog tot 2012 voor het kanaal de huidige vorm begon aan te nemen. In de eerste Make It Real video, bouwde Hobson een replica van de klauwen van Wolverine. In 2015, richtte Hobson Hacksmith Entertainment formeel op met medeoprichter Ian Hillier. Ook in datzelfde jaar, verdiende het kanaal hun Zilveren Plaque, dankzij videoreeksen zoals het ontwikkelen van het exoskelet uit Elysium en een videoreeks waarin ze Batman-tools (zoals Batarangs en een grijphaak) bouwden.
In 2016, was Hobson gastspreker bij de TEDx conferentie in Kansas City.
In 2017, verdiende het kanaal hun Gouden Plaque.

### 2019-2022: Eerste eigen werkplaats
In 2019, verhuisde het kanaal naar hun eerste eigen werkplaats. Daar werden projecten van een grotere schaal gemaakt, zoals hun eerste werkende lichtzwaard en meer Marvel wapens zoals Thor's Stormbreaker en Captain America's schild. Ook bouwde het team een 1/2 schaal versie van de Tesla Cybertruck.
In 2019 was Hobson te gast tijdens Bright's technologie-festival Bright Day.
In 2020 wist Hacksmith Industries 2 Guinness World Records te verbreken. Ook in datzelfde jaar, verdiende het kanaal hun Diamanten Plaque.
In 2021 werkte het team aan een hydraulische exoskelet gebaseerd op de Power Loader uit Aliens. Verder werkten ze ook aan het pak van de Iron Spider en Jet Packs.
In 2021, richtte The Hacksmith zich op de Chinese markt door kanalen op Bilibili en Weibo, maar een jaar later werd staakten ze hun activiteiten op deze platformen. De video's werden voorzien van Chinese ondertiteling.

### 2022-nu: Hacksmith Engineering Research Campus (HERC)
In 2022 verhuisde Hacksmith Industries naar hun huidige campus: de Hacksmith Engineering Research Campus. Dit nieuwe hoofdkwartier vormt niet alleen de nieuwe opnamestudio voor het kanaal, maar biedt ook een werkplaats voor de ingenieurs die voor en achter de schermen werken aan de projecten die worden gedocumenteerd voor het kanaal.

## Projecten
Doorheen de jaren, werkte Hacksmith Industries aan verschillende projecten. Vaak keren ze ook terug naar die projecten om verbeteringen aan te brengen. Enkele van die projecten zijn:
- Wolverine's klauwen
- Mjölnir (gebaseerd op Marvel's Thor)
- Captain America's schild
- Een 1/2de schaal-model van de Cybertruck met kogelvrij metaal
- De Powerloader uit Aliens
- Het Energiezwaard uit Halo
- De Lichtzwaarden uit Star Wars

## Guinness Book of Records
| Datum            | Record                              | Details | Bron  |
| ---------------- | ----------------------------------- | --- | ----- |
| 2016             | Sterkste Zelfgemaakte Exoskelet     | Hobson tilde de achterwielen van een GMC pickup truck op met behulp van zijn zelfgemaakt exoskelet.                        | [ 3 ] |
| 8 september 2020 | Eerste intrekbare proto-lichtzwaard | Hobson ontwierp en bouwde het eerste werkende lightsaber in samenwerking met Bogdan Malynovskyy.                           | [ 4 ] |
| 3 december 2020  | Felste outsized zaklamp             | Hobson ontwierp en bouwde de felste outsized zaklamp in samenwerking met Chris Thiele. De lamp produceerde 501 031 lumens. | [ 5 ] |